# Alejandro Silva
Alejandro Daniel Silva González (Montevideo, 4 settembre 1989) è un calciatore uruguaiano, centrocampista del Deportivo Recoleta.

## Caratteristiche tecniche
È un esterno destro che può giocare sia in attacco che sulla linea dei centrocampisti.

## Carriera

### Club
Il 19 marzo 2018 passa ai canadesi del Montréal Impact.

### Nazionale
Il 27 marzo 2013 ha esordito con la nazionale uruguaiana sostituendo al 46' Matías Aguirregaray nella sfida persa per 0-2 contro il Cile, gara valevole per le qualificazioni al Mondiale 2014.

## Palmarès

### Club

#### Competizioni nazionali
- Campionato argentino: 1

Lanús: 2016
- Supercopa Argentina: 1

Lanús: 2016
- Campionato paraguaiano: 3

Olimpia: Apertura 2019, Clausura 2019, Clausura 2020
- Copa Paraguay: 1

Libertad: 2024